# Dysdera arabica
Dysdera arabica är en spindelart som beskrevs av Christa L. Deeleman-Reinhold 1988. Dysdera arabica ingår i släktet Dysdera och familjen ringögonspindlar.
Artens utbredningsområde är Oman. Inga underarter finns listade i Catalogue of Life.